# Good Guys Only Win in Movies
«Good Guys Only Win in Movies» (en español: «Los chicos buenos sólo ganan en las películas») es un sencillo publicado para promocionar el segundo álbum compilatorio de la cantante alemana C.C. Catch llamado Classics y que fue publicado en 1989. Las dos canciones que aparecen en el sencillo de 7" fueron compuestas, arregladas y producidas por el alemán Dieter Bohlen y extraídas del álbum Like a Hurricane de 1987.

## Sencillos
7" sencillo Hansa 112 807, Alemania 1989
1. «Good Guys Only Win In Movies» - 3:48
2. «Are You Serious» - 2:58

12" Maxisencillo Hansa 612 807, Alemania 1989
1. «Good Guys Only Win In Movies» (Versión extendida) - 5:42
2. «Are You Serious» - 2:58
3. «Good Guys Only Win In Movies» (Radio Versión) - 3:48

CD sencillo Hansa 662 807, Alemania 1989
1. «Good Guys Only Win In Movies» (Versión extendida) - 5:42
2. «Are You Serious» - 2:58
3. «Good Guys Only Win In Movies» (Radio Versión) - 3:48

## Créditos
- Letra y música - Dieter Bohlen
- Arreglos - Dieter Bohlen
- Producción - Dieter Bohlen
- Coproducción - Luis Rodríguez
- Diseño - Ariola Studios
- Fotografía - Herbert W. Hesselmann
- Distribución - BMG Ariola, S.A.